# NGC 3643
NGC 3643 (również PGC 34802) – galaktyka soczewkowata (SB0), znajdująca się w gwiazdozbiorze Lwa. Odkrył ją Albert Marth 22 marca 1865 roku.